# يانا بوتشينا
يانا بوتشينا مواليد 7 فبراير 1992 في موسكو، هي لاعبة كرة مضرب روسية بدأت مسيرتها كمحترفة سنة 2007 تلعب باليد اليمنى وتحتل حالياً المرتبة رقم. 740 (12 يناير 2015) في تصنيف رابطة محترفات كرة المضرب. أعلى تصنيف لها في الفردي كان المركز الـ 334 في سنة 2013. أعلى تصنيف لها في الزوجي كان المركز الـ 569 في سنة 2012.

## النهائيات

### الزوجي النهائي: 3 (1–2)
| الحصيلة | الرقم | التاريخ        | الدورة                             | الأرضية | الشريك           | المنافس                          | النتيجة               |
| ------- | ----- | -------------- | ---------------------------------- | ------- | ---------------- | -------------------------------- | --------------------- |
| الوصافة | 1.    | 9 مارس 2009    | لاس بالماس دي غران كناريا، إسبانيا | صلبة    | تاجا موهورتشيتش  | لو جينغجينغ سان شنجنان           | 3–6, 6–7(1–7)         |
| الفوز   | 2.    | 10 سبتمبر 2010 | سراييفو، البوسنة والهرسك           | ترابية  | بولينا روديونوفا | أني ميجاتشيكا ماتي كوتوا         | 7–6(7–5), 2–6, [10–5] |
| الوصافة | 3.    | 23 أبريل 2014  | نمنكان، أوزبكستان                  | صلبة    | أندريا غاميز     | إجنيا باشكوفا جانا بوزنيكهايرنكو | 4–6, 1–6              |

## روابط خارجية
- يانا بوتشينا على موقع رابطة محترفات التنس (الإنجليزية)
- يانا بوتشينا على موقع الاتحاد الدولي لكرة المضرب (الإنجليزية)
- يانا بوتشينا على موقع إي إس بي إن.كوم (الإنجليزية)